# Bitwa pod Basrą (2003)
Bitwa pod Basrą – ciężkie dwutygodniowe starcia armii brytyjskiej z iracką pod Basrą w czasie II wojny w Zatoce Perskiej.

## Przebieg bitwy
W skład armii brytyjskiej weszły: 7. Brygada Pancerna („The Desert Rats”), 3. pułk spadochroniarzy i Royal Scots Dragoon Guards. Bitwa rozpoczęła się 21 marca około godziny 18:30.
Siły brytyjsko-amerykańskie podczas inwazji w Iraku programowo omijały duże miasta i ogniska oporu nieprzyjaciela, chyba że ich atak był strategiczną koniecznością. Właśnie taki wyjątek zrobiono tylko dla miasta Basra, wokół którego toczyły się ze zmiennym szczęściem dwutygodniowe, wyczerpujące walki pancerne, głównie z udziałem sił brytyjskich.
Royal Scots Dragoon Guards stoczyli największą walkę pancerną w tej wojnie, niszcząc w bezpośrednim boju 14 czołgów irackich i zajmując 27 marca przedmieścia Basry. Zadaniem tych walk było jednak w głównym stopniu związanie elitarnych sił fedainów Husajna i Gwardii Republikańskiej, aby odciągnąć je od blokowania marszu na Bagdad, oraz zabezpieczenie głównego portu przeładunkowego sił inwazyjnych, czyli Umm Qasr. W momencie gdy siły amerykańskie maszerujące od wschodu przez pustynię zostały zatrzymane 9 kwietnia pod Al-Amara, część oddziałów brytyjskich zaangażowanych pod Basrą została natychmiast przerzucona, aby wesprzeć i przyspieszyć atak na Bagdad, co spowodowało zmniejszenie natężenia walk wokół Basry. Jednak miasto zajęto 6 kwietnia po czym walki ustały.
W bitwie zginęło 11 Brytyjczyków, a także ok. 400–500 Irakijczyków.